# Gerhard Barkhorn
Gerhard Barkhorn (Königsberg, 1919. május 20. – Köln, 1983. január 6.) német vadászpilóta.

## Kezdetek
Gerhard Barkhorn 1919. május 20-án született Königsbergben. 1937-ben csatlakozott a Luftwaffe-hoz. A kiképzést 1938-ban kezdte meg. A kiképzés végeztével 1940 elején Jagdgeschwader 2-hoz került hadnagyi rangban.

## Második világháború
Barkhorn első bevetésein Bf 109-es vadászgéppel repült Belgium és Franciaország felett, később Anglia légterében. Ezeken a bevetéseken egyetlen gépet sem győzött le, őt azonban a La Manche csatorna felett kétszer is lelőtték. 1940. augusztus 1-jén átkerült a 6./JG 52 kötelékébe. Rövid időn belül megkapta az I. osztályú Vaskeresztet. Egy alakulatban szolgált Hans-Joachim Marseille-jel.
1941-ben, a Barbarossa hadművelet alatt, a JG 52-t keletre helyezték át. Nem sokkal ezután, a 120. bevetésén megszerezte élete első légi győzelmét, amikor lelőtt egy szovjet pilótát. A szovjet vadászgépek ekkor nem jelentettek komoly kihívást a Bf 109-eseknek. Ez a győzelem reményeket táplált Barkhornban. Novemberre megszerezte 10. igazolt győzelmét, ezért főhadnaggyá léptették elő.
1942. május 21-én, Barkhornt kinevezik a 4./JG 52 parancsnokává. Folytatta győzelmei sorát, amikor is 1942. július 19-én, egy nap alatt 6 gépet lőtt le a Bf 109F típusú repülőgépével. Bár július 25-én súlyosan megsebesült és 2 hónapig lábadozott, kalandvágya kifogyhatatlan maradt. Októberben visszatért alakulatához és 64. igazolt győzelme után megkapta a Vaskereszt lovagkeresztjét. 1942. december 19-én elérte a bűvös 100-as határt és a lovagkeresztjéhez átvehette a tölgyfalombokat. Ez idő tájt kapta meg a JG 52 az új gépeket, a Bf109 G–6-os változatot.
Gerhard Barkhorn, ekkor már százados és a II./JG 52 parancsnoka. Ekkor érte el 150. győzelmét. A 200-adikat 1943. november 30-án vívta meg. A 250. egy szovjet gép lelövése volt 1944. február 13-án. Ennek elismerésére kapta meg a Lovagkereszt kardokkal és tölgyfalombokkal ékesített fokozatát. Barkhornt 1944. május 1-jén őrnaggyá léptették elő.
1944. május 31-én lelőtte egy orosz P–39 Airacobra. A gépét sikerült a saját vonalak mögött letennie, majd négy hónapra kórházba került. Októberben tért vissza, megszerezve 275. győzelmét. Barkhorn utolsó győzelmét, a 301-ediket, 1945. január 5-én aratta.
1945. január 16-án kijelölték a JG 6 parancsnokává, ahol a hazai légteret kellett védenie a szövetséges bombázóktól. Pár héttel később Adolf Galland felkérte, hogy csatlakozzon a JV 44-hez, az első sugárhajtású gépekkel felszerelt alakulathoz. Utolsó bevetését, 1945. április 21-én repülte. A hajtómű felmondta a szolgálatot, kényszerleszállást kellett végrehajtania. Amikor le akart szállni, a reptér felett P–51 Mustangok csaptak le rá, de csak könnyű sérüléseket szenvedett. Hadifogságba került.

## Háború után
Barkhorn 1956-ban csatlakozott az újjá alakult Luftwafféhoz, ahol 1975-ig szolgált altábornagyi rendfokozatban, többek között a Harrier elődjének, a Kestrelnek a csapatpróbáit vezette. Ő és felesége Christl autóbalesetet szenvedett 1983. január 6-án, ahol mindketten életüket vesztették.

## Érdemei, kitüntetései

### Érdemei
- Összesen 1104 bevetést repült
- 301 igazolt légigyőzelmet aratott
- Csapásérték: 3,67

### Kitüntetései
- Sebesülési érdemrend
- Arany Frontrepülőcsat
- A becsület serlege
- Német kereszt arany fokozat
- Vaskereszt 2. illetve 1. osztályú
- A Vaskereszt lovagkeresztje tölgyfalombokkal és kardokkal ékesítve
lovagkereszt (1942. augusztus 21.)
175. tölgyfalombok (1943. január 11.)
52. kardok (1944. március 2.)

## Fordítás
- Ez a szócikk részben vagy egészben  a   Gerhard_Barkhorn című angol Wikipédia-szócikk fordításán alapul.  Az eredeti cikk szerkesztőit annak laptörténete sorolja fel. Ez a jelzés csupán a megfogalmazás eredetét és a szerzői jogokat jelzi, nem szolgál a cikkben szereplő információk forrásmegjelöléseként.